# Anomalobuthus
Anomalobuthus es un género de escorpiones de la familia Buthidae descrito por Kraepelin en 1900. La única especie del género Anomalobuthus; el apellido de su descubridor y el año en que fue descubiertaː Anomalobuthus rickmersi, Kraepelin, 1900.
- Datos: Q20672561
- Multimedia: Anomalobuthus / Q20672561
- Especies: Anomalobuthus